# Michael Winslow
Pour les articles homonymes, voir Winslow.
Michael Winslow est un acteur et humoriste américain, né le 6 septembre 1958 à Spokane.

## Biographie
Il est connu comme « the Man of 10,000 Sound Effects » (« l'homme aux 10 000 effets sonores ») pour son habileté à produire des effets sonores réalistes en utilisant seulement sa voix, notamment dans le rôle de Larvell Jones dans la série de films Police Academy.

## Filmographie

### Cinéma
- 1980 : Cheech and Chong's Next Movie : Welfare Comedian
- 1981 : Underground Aces (en) de Robert Butler : Nate
- 1981 : Nice Dreams : Superman Nut
- 1982 : T.A.G.: Le Jeu de l'Assassinat (Tag: The Assassination Game) : Gowdy
- 1982 : Les Malheurs de Heidi (Heidi's Song) : Mountain (Voix)
- 1984 : Alphabet City : Lippy
- 1984 : Grandview, U.S.A. : Spencer
- 1984 : Gremlins : Mogwai / Gremlins (Voix)
- 1984 : Lovelines (en) de Rodney Amateau : J.D.
- 1984 : Police Academy : Cadet Larvell Jones
- 1985 : Police Academy 2 : Au boulot ! (Police Academy: Their First Assigment) : Aspirant Larvell Jones
- 1986 : Police Academy 3 : Instructeurs de choc (Police Academy: Back in Training) : Sergent Larvell Jones
- 1987 : Police Academy 4 : Aux armes citoyens (Police Academy: Citizens in Patrol) : Sergent Larvell Jones
- 1987 : Zärtliche Chaoten : Walker
- 1987 : La Folle Histoire de l'espace (Spaceballs) : L'opérateur radar
- 1987 : Bourse, bagne et business (Buy & Cell) : Sylvester Swan dit « l'arnaque »
- 1988 : Zärtliche Chaoten II : Ronny
- 1988 : Police Academy 5 : Débarquement à Miami Beach (Police Academy: Assigment Miami Beach) : Sergent Larvell Jones
- 1989 : Police Academy 6 : S.O.S. ville en état de choc (Police Academy: City Under Siege) : Sergent Larvell Jones
- 1989 : Think Big : Hap
- 1990 : Far Out Man : Un flic de l'aéroport
- 1990 : Goig Under : Un reporter
- 1994 : Police Academy : Mission à Moscou (Police Academy: Mission to Moscow) de Alan Metter : Sergent Larvell Jones
- 1999 : The Blur of Insanaty : L'ami d'Horner
- 1999 : Lycanthrope : Lee Davis
- 1999 : Michael Winslow Live : Michael Winslow
- 2000 : He Outta Be Committed : Jeremy
- 2001 : La Trompette magique (The Trumpet of the Swan) de Richard Rich : (Voix)
- 2002 : The Biggest Fan : Un officier de police
- 2005 : Lenny, le chien parlant (Lenny the Wonder Dog) : John Wyndham
- 2006 : Blunt Movie : Coach Al Jefferson
- 2008 : Redirecting Eddie : Vaughn
- 2009 : A Veteran Affair : William
- 2009 : RoboDoc : Dr Murphy
- 2012 : Gingerclown : Stomachcrumble
- 2016 : 2 Lava 2 Lantula ! : Marty

### Télévision
- 1980 : Patrouille de nuit à Los Angeles (Nightside) (téléfilm) : Redlight
- 1981 : The White Shadow (série télévisée) : Un étudiant
- 1986 : La croisière s'amuse (The Love Boat) (série télévisée) : Spencer Wilson
- 1990 : Shades of LA (série télévisée) : Lewis Delgado
- 1991-1992 : Harry et les Henderson (Harry and the Hendersons) (série télévisée) : Chuck le grand
- 1993 : Extralarge: Condor Mission (téléfilm) : Dumas
- 1993 : Extralarge: Diamonds (Téléfilm) : Dumas
- 1993 : Extralarge: Gonzales Revenge (téléfilm) : Dumas
- 1993 : Extralarge: Ninja Shadow (téléfilm) : Dumas
- 1993 : Extralarge: Lord of the Sun (téléfilm) : Dumas
- 1993 : Extralarge: Meurtre sur commande (Extralarge: Indians) (Téléfilm) : Dumas
- 1997-1998 : Police Academy : Sgt. Larvell Jones
- 2006 : Robot Chicken (série télévisée) : Larvell Jones (Voix)
- 2008 : Michael Winslow Phase 1 (Téléfilm) : Lui-même
- 2015 : Sharknado 3 (téléfilm) : Brian 'Jonesy' Jones
- 2015 : Lavalantula (téléfilm) : Marty
- 2016 : 2 Lava 2 Lantula! (téléfilm) : Marty

## Voix francophones

### Voix françaises
| - Emmanuel Gomès Dekset dans : - Police Academy - Police Academy 2 - Police Academy 5 - Greg Germain dans : - Police Academy 3 - Police Academy 4 - La Folle Histoire de l'espace | - Roland Timsit dans : - Police Academy 6 - Police Academy : Mission à Moscou Et aussi - Jérôme Rebbot dans Police Academy (série télévisée) |

### Voix québécoises
- Victor Désy dans :
  - Police Academy 4
- Jean-Luc Montminy dans :
  - Police Academy 5
- Éric Gaudry dans :
  - Police Academy 6